# Универсальный банк
Универсальный банк — банк, осуществляющий все или большинство основных видов банковских операций.
Универсальные банки более устойчивы, чем специализированные банки, так как сочетают коммерческую и инвестиционную деятельность. Они могут в полной мере использовать преимущества диверсификации своих операций. Клиентам удобнее иметь дело с одним банком, чем с несколькими специализированными посредниками. Клиентами универсальных банков являются как мелкие вкладчики, так и крупные компании.
Банки универсального типа выполняют большое количество банковских операций: ведение депозитных счетов, безналичные переводы средств, приём сбережений, выдачу разнообразных кредитов, покупку ценных бумаг, операции по доверенности, хранение ценностей в сейфах и др. Благодаря широкому выбору предлагаемых услуг и наличия большого количества клиентов они меньше страдают от колебаний доходности отдельных банковских операций и конъюнктуры сегментов финансового рынка.
В большинстве развитых стран крупные банки и банковские группы представлены универсальными банками. Наибольшее распространение универсальные банки получили в Континентальной Европе. В США, только после отмены в 1999 году положений закона Гласса-Стиголла о том, что банковский холдинг может владеть только финансовыми компаниями одного типа, начали активно развиваться универсальные банки. В России большинство банков являются универсальными, например Сбербанк России, ВТБ и др.